# Hynek Tomm
Hynek Tomm (* 2. března 1975 Aš) je český zpěvák.

## Hudební kariéra
Absolvent konzervatoře, obor operní zpěv. Věnující se obecně pop-music, vyššímu populáru. Zpěvák se silným barevně zajímavým hlasem s velkým hlasovým rozsahem , se svým vlastním repertoárem, ale i interpret slavných velkých písní typu např. My Way , Kankán apod. Spolupracoval a nazpíval duety s Evou Pilarovou, Kateřinou Brožovou, Bohušem Matušem, Bárou Basikovou, Zuzanou Norisovou, Světlanou Nálepkovou, Madalenou Joao, Nadou Válovou. V netradičním spojení s Valerií Zawadskou, Květou Fialovou, Zuzanou Bubílkovou a s moderátorkou Evou Jurinovou. Do jiného žánru si odskočil s raperem Robertem nebo i s beatboxerem Beatsolčym... Od roku1996 byl hostem na hudebních vystoupeních Evy Pilarové. Účinkoval v Hudebním divadle Karlín, v Divadle J.K.Tyla v Plzni, v Divadle Semafor, v muzikálu Hair, Zmrzlinka - CD, v hl.roli Kladivo na čarodějnice, nazpíval USTŘEDNÍ PÍSEN K FILMU kAMENÁK 3.
V roce 2003 proběhl křest jeho prvního alba Tobě – Vám, které pokřtily Felix Slováček, Eva Pilarová, Helena Zeťová a podíleli se na něm například Michal David, Mersi ze skupiny Děda Mládek Illegal Band či textaři Pavel Cmíral či Eduard Krečmar.
Hynek Tomm od r.2003 vychází i v knihách – Eva Pilarová – Dobré jitro na stanici Praha (str. 47 a str. 56), Jiří Krytinář Dívám se vzhůru (str. 45), Josef Fousek, O Praze 14....
V listopadu 2007 uspořádal charitativní koncert v divadle ABC, kde vystoupili opět Eva Pilarová, Michaela Nosková, Bára Basiková, Zuzana Norisová či jeho vlastní skupina Tommband. Dále pak koncerty na Vyšehradě 2008 (duet s Leonou Černou), Svrlanou Nálepkovou , dále např.v Palladium, Babí léto 2008, 2. ročník svého koncertu s Evou Pilarovou, Leonou Černou, Jaroslavem Suchánkem, Petrem Jančaříkem a dalšími.
14. prosince 2008 měl křest vlastního alba ...a to jsem já ..., kde mimo jiné nazpíval znovu píseň, kterou nazpíval pro film Zdeňka Trošky Kameňák 3. V květnu r. 2010 uspořádal v Divadle Milénium charitativní koncert pro Dům Světla, kam si pozval jako své hosty Báru Basikovou, Ester Kočičkovou, Miriam Kantorkovou, Leonu Machálkovou a další.
V roce 2015 se uskutečnila jeho zájezdová spolupráce s herečkou Květou Fialovou, pro který nazpívali společný duet – TAM NA KONCI SVĚTA. V roce 2016 křtí Zdeněk Troška, Felix Slováček, Dan Nekonečný, Petra Černocká a další, čtvrté CD Hynka Tomma s názvem Srdcové záležitosti, které uvedla TV Prima v TOP STAR. V poslední době se věnuje z větší části kantiléně a spolupráci na pořadu s názvem CANTA ITALIANO – ROMANTICKÝ TENOR HYNEK TOMM , s doprovodem orchestru GOLDEN BIG BAND PRAGUE pod vedením dirigenta Petra Soviče.
Začátkem února 2017 byl Hynek Tomm přizván ke spolupráci na mezinárodním mírovém projektu s názvem Ray of Hope (Paprsek naděje) celosvětové komunity autorů a interpretů s názvem Songweavers. CD vyšlo v červnu 2017, Hynek Tomm tam má píseň s názvem Ó Pane můj, text Shimon Peres, překlad textu Milada Honková, hudba Otto Solčány. Píseň je ve stylu gospel s prvky funky, zpívaná česky, s vloženým italským recitativem.
15. října 2017 s orchestrem Golden Big Band Praque slaví Hynek Tomm 15 let od prvního CD v divadle ABC s hosty Bohuš Matuš, Zbyněk Drda, Valérie Zawadská, Míša Dolinová, Uršula Kluková, aj. V roce 2018 vydává Nakladatelství Petrklíč jeho autorskou knihu s názvem Od banánu ke hvězdám, aneb, Musíš žít teď!, kterou dopsal po odchodu své maminky z tohoto světa. Zároveň se v tomto roce stává jednou z osobností Prahy 14 zapsané v knize podporované MČ Prahy 14, Stop Zevling production, s.r.o. V roce 2019 vychází, v pořadí jeho páté CD s názvem Hynek Tomm zpívá Fouskoviny, kde pro Hynka napsal básník a textař Josef Fousek 10 textů, některé z nich jsou psány Hynkovi přímo na tělo, vztahující se k jeho životu.
V roce 2021 výchází v pořadí šesté CD Hynka Tomma, převážně s Vánoční tematikou. První křest proběhl 28.8.2021, křtilo se ledovými kostkami a kmotry CD na tomto prvním křtu byli Jiří Krampol a Zuzana Bubílková. Oficiální křest CD "Země v bílém" pro všechny fanoušky a příznivce Hynka Tomma proběhl v Botelu Albatros v Praze, kde hlavním kmotrem se stal dirigent Michal Macourek. V roce 2022 slaví Galakoncertem v Divadle na Maninách s CMPO orchestra pod vedením M. Macourka 20let od prvního CD.
V roce 2024 přichází s nápadem a organizuje projekt s hymnou s názvem Srdíčka pro nadaci Život dětem,kterou podporuje už řadu let. Spolu s ním hymnu nazpívali Heidi Janků, Michaela Dolinová, Sabina Křováková a další.

## Diskografie
- 2003 Tobě – Vám (CD)Producentské centrum Františka Rychtaříka FR
- 2005 ,,,s Láskou (CD) Producentské centrum Františka Rychtaříka FR
- 2006 ...a to jsem já – Producentské centrum Františka Rychtaříka FR 0162-2, CD
- 2016 Srdcové záležitosti (17 písní, kde je 8 duetů – s E. Pilarovou, K. Brožovou, B. Matušem, K. Fialovou, V. Zawadskou, aj. – CD)
- 2017 Ray of Hope, 7th International World Peace CD, vydává Songweavers.com (Hynek Tomm tam má píseň v dvojjazyčné verzi)
- 2019 Hynek Tomm zpívá Fouskoviny (CD)
- 2021 Země v bílém aneb Covidové prázdno (CD)
- 2022 Život to žádá (DVOJCD obsahuje 44písní)
- 2024 Tentokrát trochu jinak (CD v různých žánrech)

## Filmografie
- 1998 Kluci, to je víla, dvojrole
- 2005 Kameňák 3, režie: Zdeněk Troška, zpěv: ústřední píseň v duetu s Yvettou Blanarovičovou